# Тика так
Тика так је трећи албум певача Бојана Томовића. Албум је издат 2008. године за издавачку кућу Гранд продукција. Томовић је написао текстове за све песме, осим за песму Југић, коју му је написао Јован Пеурача.

## Списак песама
| №  | Назив                         | Трајање |  |
| 1. | Тика так                      |         |  |
| 2. | Југић (дует са Јованом Пајић) |         |  |
| 3. | Кад будеш хтела               |         |  |
| 4. | Окрени се мало                |         |  |
| 5. | Чувај ми је, Боже мој         |         |  |
| 6. | Маки                          |         |  |
| 7. | Јела                          |         |  |
| 8. | Бога молим да те сањам        |         |  |
| 9. | Бела птица                    |         |  |